# لويز نورلوند
ماري سورين لويز نورلوند (بالدنماركية: Louise Nørlund)‏ (1854-1919)، نسوية وداعية إلى السلام دنماركية الجنسية. أسست وترأست (اتحاد حق المرأة في الاقتراع في جمعية المرأة الدنماركية) في 1898-1907 و1908-1909.

## حياتها
والداها هما الفلاح والبرلماني ميكيل هاسل كريستيانسن (1816-1883) وآن جاكوبسداتر (1820-1888). تزوجت من الصحفي والناشر نيلز ينسن نورلوند (1854-1894) في عام 1881، انفصل الزوجان في عام 1892، وبعد وفاة زوجها السابق، صارت لويز المسؤولة بالكامل عن رعاية طفلها الوحيد، أغنيس.
اهتمت لويز نورلوند بالسياسة في وقت مبكر من حياتها، إذ كان منزل والديها مركزًا للديمقراطيين المتطرفين. اجتازت امتحان قبولها في التعليم من باير «دورة بور وفيمرز»، وعملت مدرسة في «لارسليخريدس سكول» في 1878-1910. في مهنتها، شاركت في تأسيس (رابطة كوبنهاغن للمعلمات) في عام 1891. وانخرطت أيضًا في حركة السلام فأصبحت عضوًا في (حركة السلام الدنماركية)، وكانت ناشطة متحدثة وكاتبة ومندوبة في المؤتمر الدولي للسلام للمرأة في لاهاي عام 1915، حين تم تأسيس الرابطة النسائية الدولية للسلام والحرية.
تشتهر نورلوند بعملها كنسوية. في البداية، كانت عضوًا في الرابطة النسائية الدنماركية، وهي أول جمعية نسائية في الدنمارك. كانت لويز متحدثة نشطة للغاية، ولها دور فعال في دخول الرابطة إلى المقاطعات. إلا أنها استاءت من تردد الرابطة في دعم حق المرأة في الاقتراع، وفي عام 1885، تركت الرابطة النسائية الدنماركية، إلى جانب إليزابيت أوخترلوني وماتيلد بيجر وغيرهن، لتأسيس (رابطة تقدم المرأة). في عام 1889، دعمت أيضًا (ليني لوبلاو) في تأسيس (اتحاد حق الاقتراع للمرأة). ترأست الاتحاد بين 1891-1894, والذي حُلّ في عام 1898، وأسست لجنة حقوق المرأة الدنماركية التي أصبحت تُسمّى من عام 1904 (اتحاد حركات حق الاقتراع للنساء الدنماركية). كان اتحادًا للعديد من حركات حق الاقتراع الأصغر في الدنمارك التي تجمعت تحت قيادتها. في عام 1904، تضمّن الاتحاد 22 حركة مختلفة تطالب بحق الاقتراع للمرأة، جعلت نورلوند الاتحاد جزءًا من حركة الاقتراع الدولية التابعة للتحالف الدولي لحق المرأة في الاقتراع. مثّلت الدنمارك في مؤتمرات الاقتراع الدولية في برلين في عام 1904، وأمستردام في عام 1908, وبودابست في عام 1913. تقاعدت في عام 1909 وتولت إيلين هانسن مكانها.
كانت نورلوند عضوًا في الحزب الليبرالي وهي أول امرأة وصلت إلى مجلس إدارة الحزب في الفترة من عام 1890 إلى 1904، لكنها تركت الحزب لاحقًا. رشحها حزب الديمقراطيين الاجتماعيين في الانتخابات البلدية في كوبنهاغن في عام 1909، لكنها أُجبرت على ترك الترشيح لأسباب صحية.